# Juan Navarro Ramírez
Juan Navarro Ramírez (* 19. Februar 1912 in Celaya, Bundesstaat Guanajuato, Mexiko; † 18. August 1970) war Bischof von Ciudad Altamirano.

## Leben
Juan Navarro Ramírez empfing am 27. Oktober 1935 das Sakrament der Priesterweihe.
Am 1. Juli 1965 ernannte ihn Papst Paul VI. zum Bischof von Ciudad Altamirano. Der Apostolische Delegat in Mexiko, Erzbischof Luigi Raimondi, spendete ihm am 17. August desselben Jahres die Bischofsweihe; Mitkonsekratoren waren der Bischof von Apatzingán, Victorino Alvarez Tena, und der Bischof von Ciudad Victoria, José de Jesús Tirado Pedraza.